# Rhinolophus imaizumii
Rhinolophus imaizumii là một loài động vật có vú trong họ Dơi lá mũi, bộ Dơi. Loài này được Hill & Yoshiyuki mô tả năm 1980.